# Португальская инквизиция

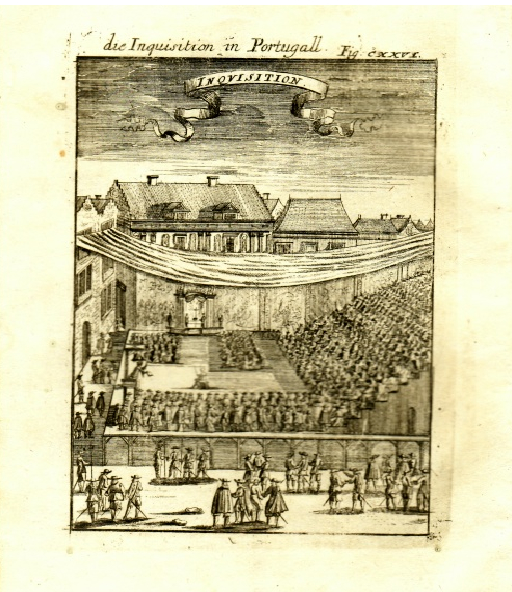
Die Inquisition in Portugall («Инквизиция в Португалии») — гравированная на меди миниатюра Йоганна Зуннера из книги французского картографа Алена Малле Description de L’Univers, Contenant les Differents Systemes de Monde, Les Cartes Generales & Particulieres de la Geographie Ancienne & Moderne, Франкфурт-на-Майне, 1685

Португальская инквизиция (порт. Inquisição portuguesa) была официально утверждена в 1536 году по просьбе короля Португалии Жуана III. Однако фактически история португальской инквизиции началась с 1492 года, когда происходил массовый исход в Португалию изгнанных из Испании иудеев. Португальская инквизиция, как и испанская, фактически была государственной инквизицией, нежели папской. Хотя правовой основой деятельности государственной инквизиции являлась власть папы римского.

## История

### Предпосылки
Когда в 1492 году началось изгнание иудеев из Испании, десятки тысяч из них бежали в Португалию. Король Жуан II открыл португальскую границу испанским евреям, когда каждый из них, уплативший 8 золотых крузаду, получал право на восьмимесячное пребывание в Португалии. Иудеи же стремились обосноваться на постоянное жительство в стране, где не было ни инквизиции, ни преследований за веру со стороны монарха. Шестьсот богатых семейств, бежавших из Испании, сумели за шестьдесят тысяч крузаду получить от короны разрешение остаться на постоянное жительство в Португалии.
Массовая иммиграция чужеземцев в страну, население которой не превышало тогда 1 млн человек, вызвала антииудейские настроения в самых различных кругах Португалии. Одни требовали их высылки, другие требовали установления инквизиции по образу и подобию испанской. Когда льготный срок пребывания испанских иудеев в Португалии истёк, многие из тех, кто не уехал, были проданы в рабство, а их малолетние дети были высланы на африканский остров Сан-Томе, где большинство из них погибло от непосильного труда и перенесённых лишений.
В 1496 году новый португальский король, Мануэл I, запретил исповедание иудаизма, приказал закрыть синагоги, сжечь иудейские молитвенники, а иудеям принять католическую веру или немедленно покинуть пределы Португалии. Обратившиеся в католичество евреи, одни — насильственно, иные — искренне, именовались «новыми христианами». Некоторые вновь обращённые продолжали тайно исповедовать веру своих предков.
В 1505 году в Португалии вновь разразилась эпидемия чумы. Неурожай вызвал голод. В Лиссабоне вспыхнул антииудейский погром. Фанатики грабили и поджигали дома новых христиан, бросали в костры иудействующих, считая их виновными в постигших страну несчастьях. В течение двух дней в столице погибло от рук погромщиков свыше трёх тысяч человек, в том числе шестьсот из них были сожжены.
В 1507 году Мануэл I, стремясь искоренить в стране иудаизм, не нанося при этом ущерба экономике Португалии, отменил все прежние ограничительные законы против «новых» христиан и торжественно обещал «никогда в будущем» не издавать подобных законов. Тем, кто бежал из страны, была обещана амнистия. Насильственно крещённым в 1496 году было вновь обещано в течение двадцати лет не преследовать их за невыполнение католических обрядов. В 1512 году этот льготный срок был продлён до 1534 года. Предполагалось, что за эти годы новообращённые успеют привыкнуть к новой религии.
По истечении дарованного королевским эдиктом периода иммунитета в Португалии была учреждена инквизиция.

### Учреждение инквизиции

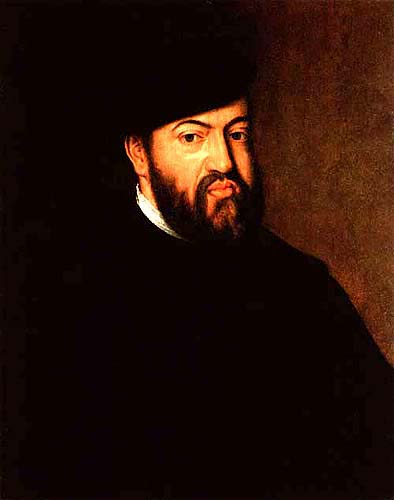
Король Португалии Жуан III

В 1521 году дон Мануэль скончался и на трон вступил его старший сын Жуан III. Он был женат на Катарине — сестре испанского короля Карла V, ярого сторонника инквизиции. С ней в Лиссабон прибыли многочисленные доминиканцы. Под влиянием испанских родственников у нового монарха возникла идея учредить инквизицию в Португалии, однако лишь в 1531 году он смог обратиться в Рим за разрешением. Переговоры с Папским престолом продолжались несколько месяцев и 17 декабря 1531 года папа Климент VII издал буллу Cum ad nihil magis, учреждавшую инквизицию в Португалии и назначавшую на пост инквизитора францисканца Диогу да Силву.
14 июня 1532 года папская булла была опубликована и начались повальные аресты и массовые конфискации имущества «новых христиан». Однако Диого да Силва неожиданно отказался от поста генерального инквизитора. Король Жуан III вновь обратиться в Рим с просьбой назначить нового генерального инквизитора. Но «новые христиане» собрали большую сумму денег и, снабдив ею своего нового поверенного Дуарте да Паз, направили его в Рим с поручением перекупить папских чиновников и добиться отмены инквизиции, что и было сделано. 17 октября 1532 года Климент VII издал декрет, повелевавший португальской инквизиции временно приостановить свою деятельность и назначавший в Лиссабон нунция с поручением разобраться в её действиях.
Когда Жуан III стал чинить всякие препятствия для въезда нунция в страну, Климент VII опубликовал 7 апреля 1533 года новую буллу Sempiterno Regi, в которой обвинил португальского короля в том, что тот обманным путём, скрыв от папы римского факт насильственного обращения в христианство иудеев в конце XV века, добился учреждения инквизиции.
В этой же булле папа римский приказал амнистировать и реабилитировать всех обвинённых инквизицией в иудаизме, узников выпустить на свободу, вернуть им имущество и соответствующие посты. Кроме того, папа римский создал кардинальскую комиссию, поручив ей подробно разобраться в действиях португальской инквизиции.
В 1534 году умер папа Климент VII и его место занял папа Павел III. И теперь к нему португальский король обратился с просьбой о восстановлении инквизиции. Новый папа римский и кардиналы опять ответили отказом и потребовали выпустить узников инквизиции, что португальские власти и вынуждены были сделать в 1535 году.
Решающее слово в этом споре сказал Карл V, неутомимый поборник инквизиции. В 1536 году его войска заняли Рим. Под нажимом испанского короля папа Павел III согласился восстановить инквизицию в Лиссабоне. Однако и на этот раз папа римский не дал полного удовлетворения португальскому королю. Буллой от 23 мая 1536 года папа Павел III назначил трёх инквизиторов в Португалию в лице епископов Коимбры, Ламегу и Сеуты (которая в тот момент принадлежала Португалии), разрешив королю назначить четвёртого.
Кроме того, было запрещено инквизиции в течение 10 лет конфисковывать имущество её жертв, в течение трёх лет ей следовало придерживаться норм светского законодательства, наконец, осуждённым давалось право апелляции в верховный совет инквизиции, назначаемый генеральным инквизитором, на пост которого папа римский утвердил сторонника умеренных действий епископа Сеуты Диогу да Силву, который четырьмя годами ранее отказался от этого поста.
22 октября 1536 года папская булла, учреждавшая инквизицию, была торжественно оглашена в Эворе, где пребывал королевский двор, и инквизиция вновь приступила к своей деятельности. Был опубликован соответствующий эдикт, призывавший население доносить на иудействующих, протестантов и ведьм, гадалок и прочих «прислужниц дьявола». Доносчикам обещались разного рода награды, духовные и мирские. В 1536 году трибуналы инквизиции были учреждены в Лиссабоне, Коимбре и Эворе.

### Столетия инквизиции
Инквизиция приступила к активной деятельности в 1539 году и в сентябре 1540 провела в Лиссабоне первое в Португалии аутодафе. В архивах Португалии сохранилось более 40 тысяч протоколов судебных разбирательств местной инквизиции, период высшей активности которой приходится на середину следующего столетия.
Число жертв аутодафе стало столь велико, а злоупотребления столь очевидны, что папа Иннокентий XI наложил запрет на деятельность инквизиции в Португалии (декабрь 1678 — август 1681). Но уже в январе 1682 года, почти через полгода после возобновления деятельности инквизиции, последовало аутодафе в Коимбре, а в мае того же года — числом и общественным положением сожжённых самое известное в истории Португалии аутодафе в Лиссабоне. Особые эмиссары португальской инквизиции следили за религиозным поведением португальских марранов за границей; уличенных в соблюдении иудаизма арестовывали и доставляли в страну, чтобы предать суду инквизиции.
Во второй половине XVIII века активность инквизиции на Пиренейском полуострове значительно сократилась частично благодаря либерализации общественного сознания, частично — из-за почти полного отсутствия объекта преследования.
В Португалии последнее аутодафе вообще и последнее, в котором фигурировали «тайные евреи» в частности, имело место в октябре 1765 года; формально инквизиция в Португалии была упразднена в марте 1821 года.

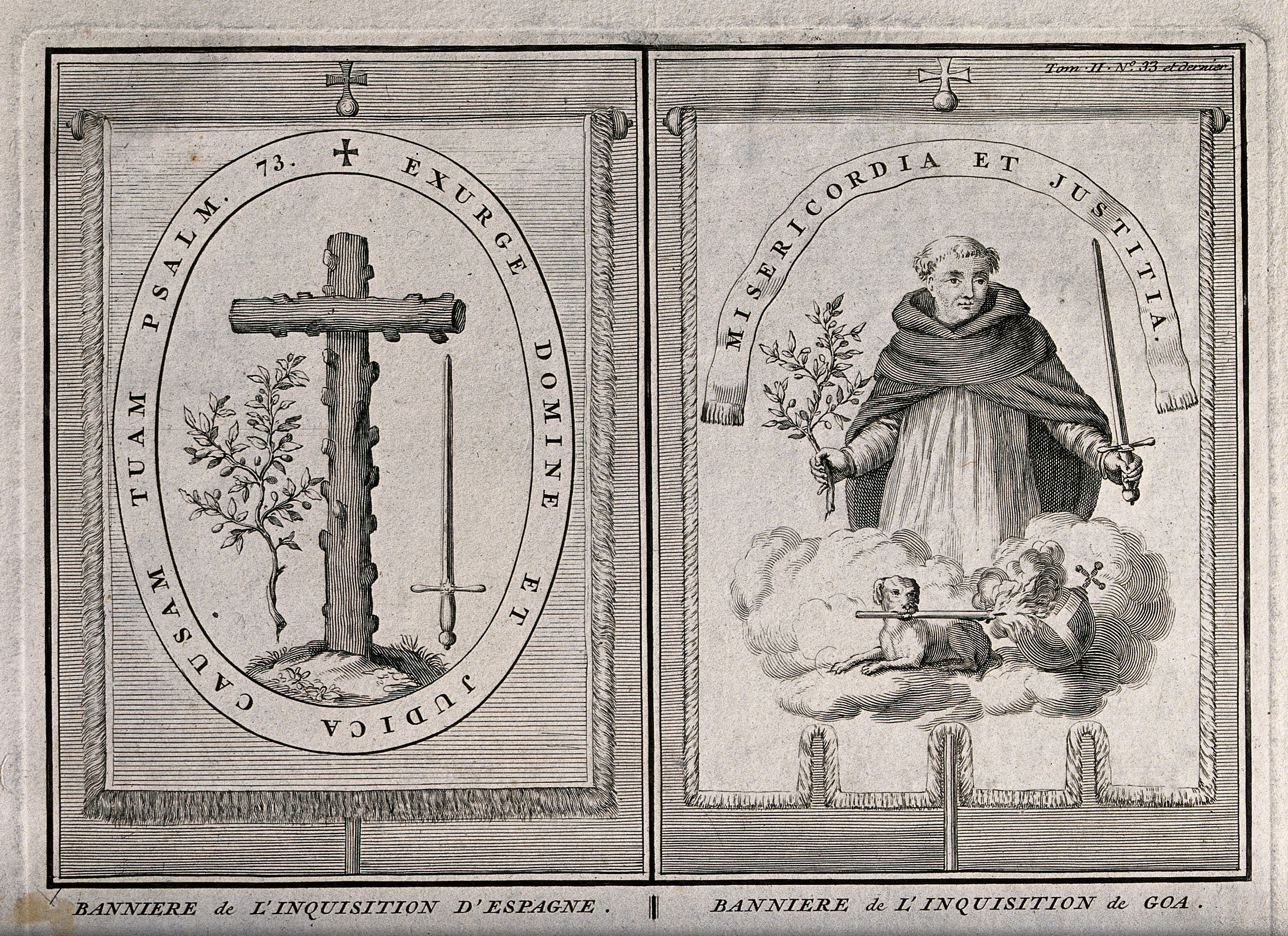
Слева — девиз Испанской инквизиции «восстань, Господи, защити дело Твоё».
Справа — девиз португальской инквизиции на Гоа «милосердие и справедливость»

### Инквизиция в португальских колониях
Деятельность португальской инквизиции распространялась и на заморские владения.
В португальском Гоа суд инквизиции был учреждён в 1561 году, однако уже до этого там действовали инквизиторы. Первое аутодафе было произведено в 1563 году; из четырёх приговорённых к сожжению двое были тайно исповедовавшими иудаизм евреями (криптоиудеями). В аутодафе 1575 и 1578 годов были сожжены 17 криптоиудеев. К 1773 году инквизиция в Гоа совершила 82 аутодафе, однако число «тайных иудеев» среди осуждённых с годами непрерывно уменьшалось, — по всей очевидности, из-за устрашающего эффекта энергичной деятельности местной инквизиции.
Бразилия долгое время служила убежищем для португальских марранов. В 1579 году епископ Салвадора получил прерогативы инквизитора, хотя все арестованные должны были транспортироваться в метрополию. Между 1591 и 1618 Бразилию посетили несколько инквизиционных комиссий, и десятки людей предстали перед ними с покаяниями или доносами. Особой активности инквизиция в Бразилии достигла в середине XVII века после отвоевания страны у голландцев, под властью которых многие криптоиудеи смогли открыто исповедовать свою веру. Многие из них фигурировали в великом аутодафе в Лиссабоне в 1647 году.
В 1713 году 38 новых христиан были отправлены из Рио-де-Жанейро в Португалию, где получили различные наказания, некоторые были сожжены. К концу XVIII века бразильская инквизиция переключилась в основном на преследование франкмасонов и последователей Просвещения. С провозглашением независимости в 1822 году преследования инквизиции в Бразилии прекратились. Условия в португальских колониях в Африке не отличались от существовавших в Бразилии.